# Teodoro de Heracleia
Teodoro de Heracleia, dito Estratelata ("General"), também conhecido como Teodoro de Euceta, foi um mártir e um santo militar venerado com o título de Grande Mártir na Igreja Ortodoxa, Igreja Católica do Oriente e na Igreja Católica Romana. Há muita confusão entre ele e São Teodoro de Amásia e é possível de fato que ambos sejam a mesma pessoa cujas lendas depois divergiram em duas tradições separadas.

## Vida
De acordo com a tradição, ele nasceu na cidade de Euceta. Ele foi agraciado com muitos talentos e tinha uma bela aparência, sendo conhecido por sua caridade e sua bravura.
Teodoro foi nomeado comandante militar (estratelata) na cidade de Heracleia Pôntica durante o reinado do imperador romano Licínio (307-324), quando iniciou-se uma feroz perseguição aos cristãos. Teodoro pessoalmente convidou Licínio à Heracleia, tendo prometido oferecer sacrifício aos deuses pagãos. Ele solicitou que todas as estátuas pagãs em ouro ou prata de Heracleia fossem levadas à sua casa. Teodoro então as despedaçou e então distribuiu os cacos aos pobres.
Teodoro foi preso, torturado e crucificado. A testemunha foi seu servo, Varos, que também é venerado como santo. De manhã, os soldados imperiais o encontraram vivo e incólume. Não querendo se livrar da morte de mártir, Teodoro voluntariamente se entregou novamente às mãos de Licínio e foi decapitado por uma espada. Isto ocorreu em 8 de fevereiro de 319, num sábado, na terceira hora do dia.

## Comemoração
Sua festa anual é comemorada em 8 de fevereiro (21 de fevereiro no calendário gregoriano) e em 7 de fevereiro no rito latino.
Um dos poucos ícones em cerâmica existentes, datado de ca. 900, mostra São Teodoro. Ele foi feito pela Preslav Literary School e foi encontrado em 1909 em Preslav, na Bulgária (atualmente no Museu Arqueológico Nacional, em Sófia).